# Walter Avarelli
Walter Avarelli (Rome, 3 juni 1912 - 1987) was een Italiaans bridgespeler.
Spelend voor het Blue Team heeft hij in de jaren 1956-1972 meerdere kampioenschappen gewonnen. Hij werd twaalf keer wereldkampioen, viermaal Europees kampioen en won driemaal de Olympiade.
Zijn partners waren Mimmo D'Alelio en Giorgio Belladonna.